# Mikroboy
Mikroboy est un groupe allemand d'electropop, originaire de Berlin.

## Histoire

### Débuts
Mikroboy est formé en 2003 comme projet solo de Michael Ludes, qui est alors chanteur et guitariste du groupe Reminder (participant au Bundesvision Song Contest 2006),. Il produit d'abord de la musique électronique avec des synthétiseurs qu'il publie sur Internet. En 2007, alors qu'il étudie à la Pop-Akademie de Mannheim, Ludes commence à mettre en œuvre sa musique électronique instrumentale avec ses camarades Andreas Weizel (basse) et Florian Baum (batterie). Après le départ de Baum fin 2007 et son remplacement par Dominik Müller, Anneli Bentler (synthétiseur) les rejoint début 2008. Un an plus tard, Andreas Weizel quitte le groupe, remplacé par Kai Steffen Müller comme nouveau bassiste,,.
Après une tournée en Allemagne, Mikroboy sort en mars 2008 l'EP Bis zum Ende, qui est proposé en téléchargement sur Motor Digital et vendu par le groupe en auto-distribution sous format CD.

### Nennt es, wie ihr will
Le 17 juillet 2009, Mikroboy sort son premier album Nennt es, wie ihr will, produit par Swen Meyer. En plus des 11 titres habituels, il contient This Room, une collaboration avec Get Well Soon. Le premier single publié est Raus mit der schlechte Luft, rein mit der guten, qui fait également fait l'objet d'un clip.
L'album est bien accueilli par la critique,,. Laut.de compare Mikroboy au groupe hambourgeois Kettcar, la musique rappelant souvent leurs premières œuvres et des parallèles pouvant également être établis dans les textes. Le service en ligne voit également des similitudes avec ClickClickDecker dans son mélange de musique acoustique et d'éléments de musique électronique.
En été et en automne 2009, Mikroboy joue entre autres aux festivals Melt!, Area4, Dockville et Omas Teich.
En avril 2010, l'EP de remix Vom Leben und Verstehen est publié. En même temps, le groupe annonce le départ d'Anneli Bentler et de Dominik Müller. Bentler se consacre à sa carrière solo, tandis que Müller est victime de problèmes de santé qui l'avaient déjà empêché de participer à la tournée de 2009. Tobias Noormann est engagé comme nouveau batteur et Thomas von Pescatore, qui avait déjà participé à Nennt es, wie ihr will. En octobre 2010, Mikroboy participe au Bundesvision Song Contest avec le titre Nichts ist umsonst,. Le groupe représente la Sarre, la région d'origine du chanteur Michael Ludes,, et se classe avant-dernier avec 12 points. En amont du concours, un clip  de Nichts ist umsonst est publié le 23 août, le titre sort en single le 24 septembre 2010. La face B est le titre inédit Nach dem Höhepunkt links ab, la version téléchargeable contenait en outre des remixes de Der Tante Renate, ULTRNX et Le Clap.

### Leichtet séparation
Le 29 avril 2016, Mikroboy sort son troisième album, intitulé Leicht, sous le label Chateau Lala. Outre le single Leicht en avant-première, l'album contient neuf autres chansons, dont le morceau Schnee, déjà publié fin 2012 sur SoundCloud. Lors de la sortie de l'album, le chanteur Michael Ludes annonce la fin du groupe Mikroboy. La tournée Leicht prévue du 16 au 31 mai 2016, avec des concerts dans 15 villes, se transforme donc en tournée d'adieu. 

## Discographie

### Albums studio et EP
- 2008 : Bis zum Ende (EP, Motor Digital, auto-distribution)
- 2009 : Rückschritt gleich Fortschritt (EP puis album, Modernsoul / Ministry of Sound)
- 2009 : Nennt es, wie ihr wollt. (album, Modernsoul / Ministry of Sound)
- 2010 : Vom Leben und Verstehen (EP remix, Modernsoul / Ministry of Sound)
- 2011 : Eine Frage der Zeit (Embassy of Music)
- 2016 : Leicht (Chateau Lala)

### Singles
- 2009 : Raus mit der schlechten Luft, rein mit der guten (Modernsoul, Ministry of Sound)
- 2010 : Vom Leben Und Verstehen (Modernsoul, Ministry of Sound)
- 2010 : Nichts ist umsonst (Modernsoul, Ministry of Sound)
- 2011 : Wann bleibst du endlich (Embassy of Music)
- 2011 : Es hat sich einiges getan (Embassy of Music)
- 2012 : So lang der Mut den Zweifel schlägt (Embassy of Music)
- 2016 : Leicht (Chateau Lala)